# Braúna (São Paulo)
Braúna é um município brasileiro do estado de São Paulo. Sua população estimada em 2004 era de 4.444 habitantes.

## História

### Formação territorial-administrativa
Histórico da formação do município:
- Distrito de paz de Braúna criado no município de Glicério, comarca de Penápolis, pela Lei nº 2.283, de 17/09/1928.
- Município criado pela Lei nº 2.456, de 30/12/1953.

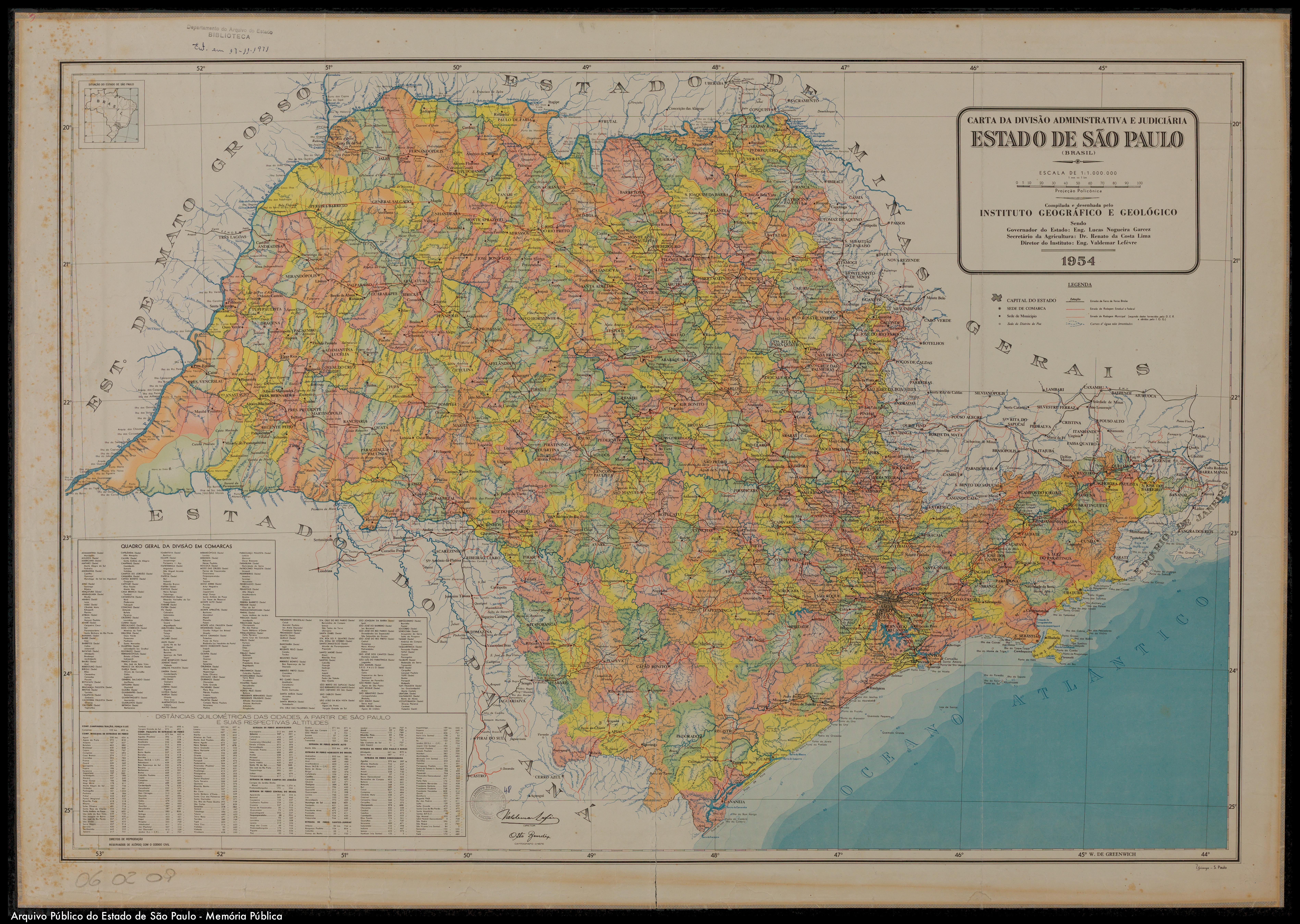
Estado de São Paulo (1953).

## Geografia
Localiza-se a uma latitude 21º29'57" sul e a uma longitude 50º18'56" oeste, estando a uma altitude de 401 metros. Possui uma área de 195,516 km².

### Rodovias
- SP-425
- BR-267

## Demografia
Dados do Censo - 2010
População Total: 5.021
- Urbana: 4.390
- Rural: 631
- Homens: 2.552
- Mulheres: 2.469

Densidade demográfica (hab./km²): 22,42
Mortalidade infantil até 1 ano (por mil): 9,64
Expectativa de vida (anos): 74,96
Taxa de fecundidade (filhos por mulher): 2,50
Taxa de Alfabetização: 88,09%
Índice de Desenvolvimento Humano (IDH-M): 0,796
- IDH-M Renda: 0,697
- IDH-M Longevidade: 0,833
- IDH-M Educação: 0,859

(Fonte: IPEADATA)

## Infraestrutura

### Comunicações
O sistema de telefones automáticos foi inaugurado na cidade em 1977 pela Telecomunicações de São Paulo (TELESP), que também implantou o sistema de discagem direta à distância (DDD) em 1985 com o código de área (0186). Anteriormente a cidade era atendida pela Companhia de Telecomunicações do Estado de São Paulo (COTESP).
Na década de 90 o código DDD da cidade foi alterado para (018), para padronização do sistema telefônico com a telefonia celular que estava sendo implantada em todo o estado.

## Religião
O Cristianismo se faz presente na cidade da seguinte forma:

### Igreja Católica
- A igreja faz parte da Diocese de Lins.[10]

### Igrejas Evangélicas
Entre as igrejas protestantes históricas, pentecostais e neopentecostais, encontram-se na cidade:
- Assembleia de Deus Ministério do Belém.[12][13]
- Congregação Cristã no Brasil.[14]